# Hlohovice
Hlohovice (en allemand : Groß-Lohowitz) est une commune du district de Plzeň-Sud, dans la région de Plzeň, en République tchèque. Sa population s'élevait à 335 habitants en 2021.

## Géographie
Hlohovice se trouve à 18 km au nord-nord-est de Rokycany, à 26 km au sud-est de Plzeň et à 61 km à l'ouest-sud-ouest de Prague.
La commune est limitée par Kladruby et Mlečice au nord, par Terešov à l'est, par Sebečice, Vejvanov, Chomle et Radnice au sud, et par Kamenec, Lhotka u Radnic et Bujesily à l'ouest.

## Histoire
La première mention écrite du village date de 1374.

## Patrimoine

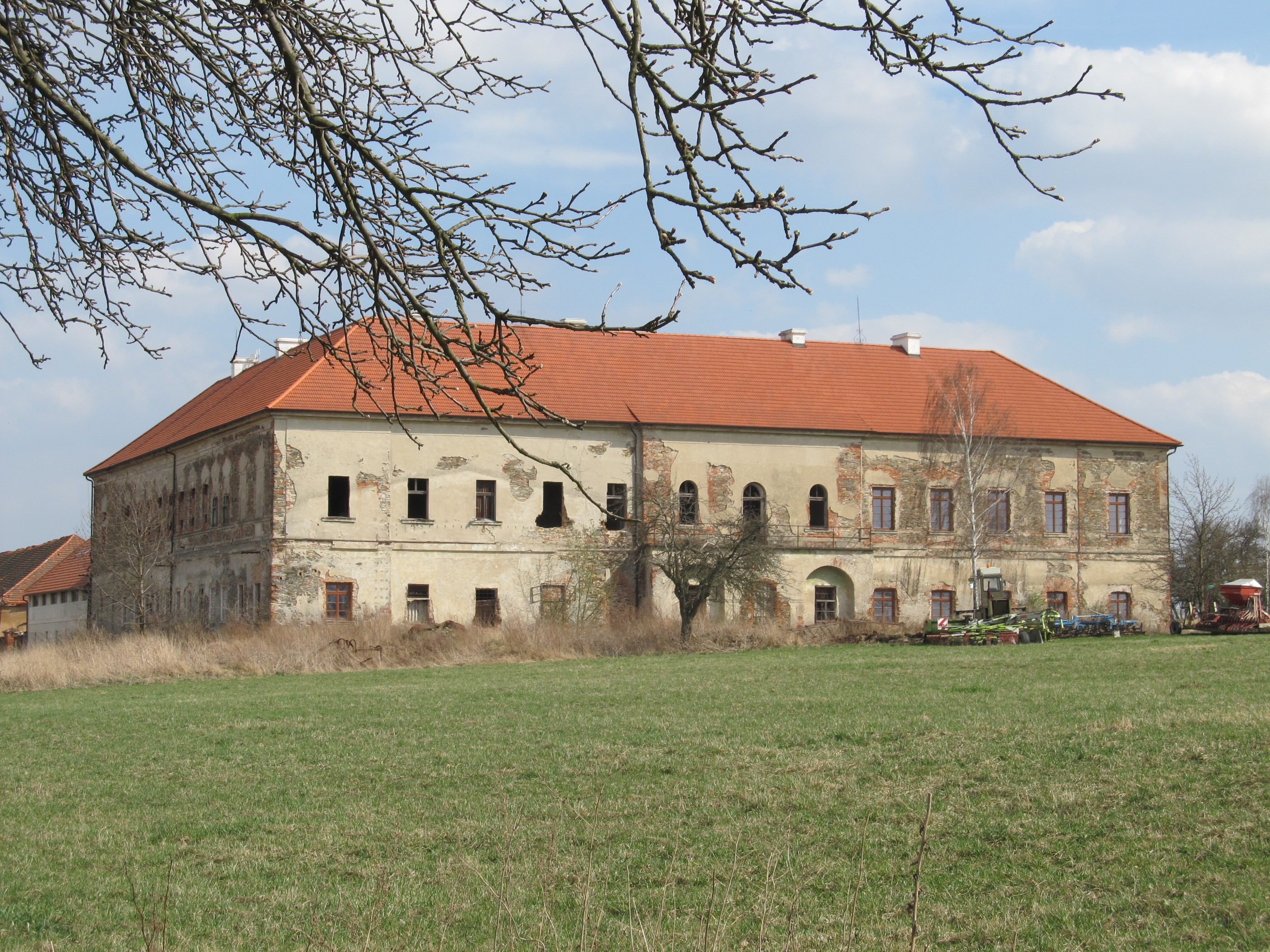
Château de Svinná.
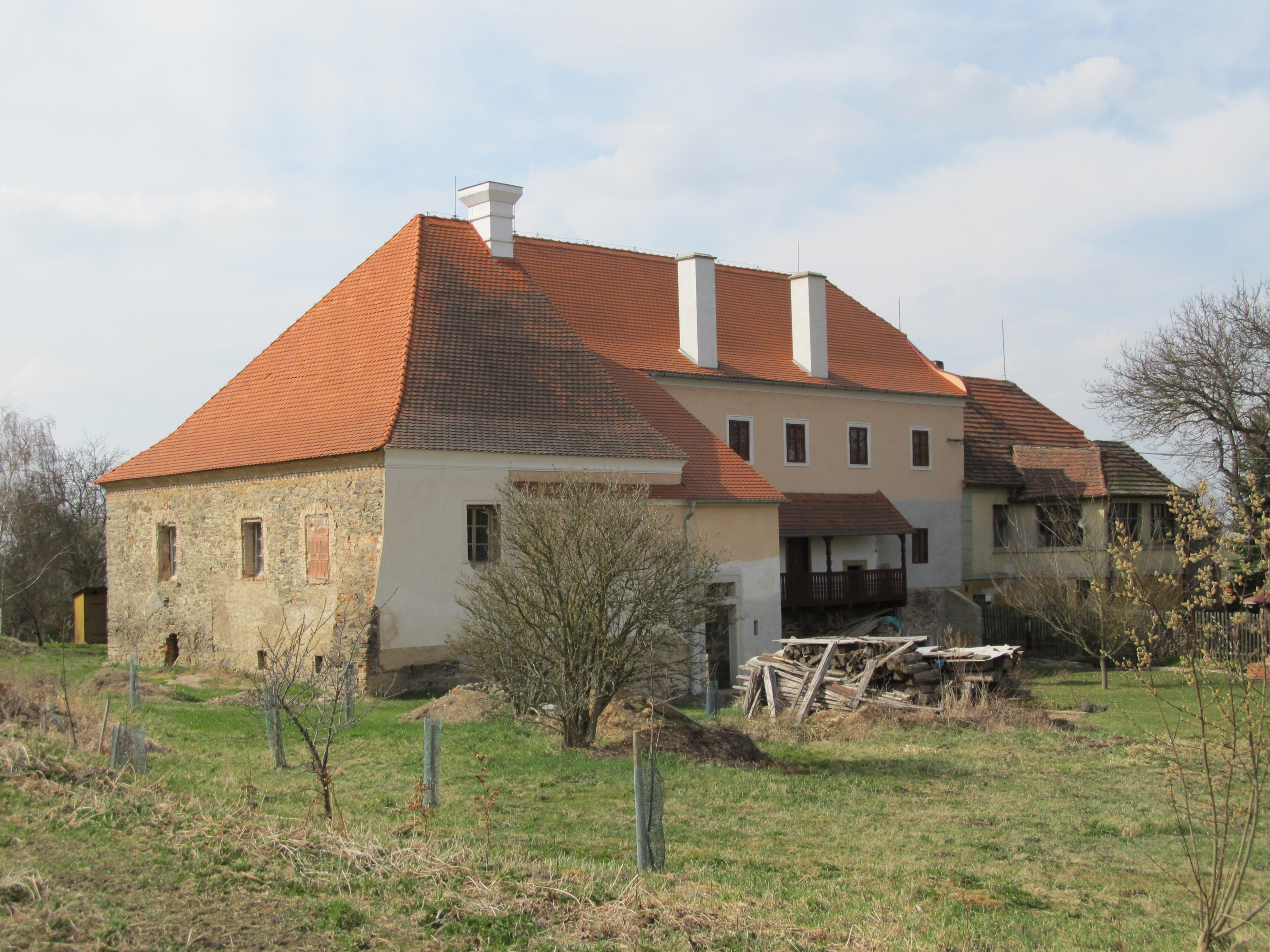
Maison forte à Svinná.

## Administration
La commune se compose de quatre sections :
- Hlohovice
- Hlohovičky
- Mostiště
- Svinná

## Transports
Par la route, Hlohovicese trouve à 14 km de Zbiroh, à 21 km de Rokycany, à 33 km de Plzeň et à 77 km de Prague. 